# Густав Фредріх
Густав Фредріх (нім. Gustav Frädrich; 29 листопада 1892 — 8 серпня 1945) — німецький льотчик-ас, лейтенант Імперської армії.

## Біографія
Учасник Першої світової війни, літав у складі 30-го льотного дивізіону на Македонському фронті. В 1917 році отримав призначення на Західний фронт, у 39-ту винищувальну ескадрилью. В січні 1918 року був переведений в 1-шу винищувальун ескадрилью. Здобув першу перемогу ще під час служби у 30-му льотному дивізіоні, літаючи на одномісному винищувачі. Наступну перемогу здобув лише у складі 72-ї винищувальної ескадрильї, куди перейшов 26 березня 1918 року. 23 жовтня 1918 року прийняв командування над 72-ю винищувальною ескадрильєю. Всього за час бойових дій здобув 6 перемог.
Похований у Рурському регіоні.

## Нагороди
- Залізний хрест 2-го і 1-го класу
- Почесний хрест ветерана війни з мечами